# Eoneornis australis
Eoneornis australis — викопний вид гусеподібних птахів. Існував у міоцені у Південній Америці на території Патагонії. Викопні рештки знайдені у відкладеннях формації Санта-Крус в Аргентині.